# Ben (album)
 For alternative betydninger, se Ben (flertydig). (Se også artikler, som begynder med Ben)
Ben var Michael Jacksons andet soloalbum. Albummet blev udgivet i august 1972, mens han stadig var medlem af Jackson Five. Titelnummeret fra albummet blev Michael Jacksons første nummer et på den amerikanske hitliste som soloartist.

## Spor
1. Ben
2. Greatest Show On Earth
3. People Makes The World Go Round
4. We'we Got A Good Thing Going
5. Everybody's Somebody's Fool
6. My Girl
7. What Goes Around Comes Around
8. In Our Small Way
9. Shoo-Be-Doo-Be-Doo-Da-Day
10. You Can Cry On My Shoulder